# Municipio de Sandanski
Sandanski (en búlgaro, Сандански) es un municipio búlgaro situado en la provincia de Blagóevgrad. Tiene una población estimada, a mediados de septiembre de 2023, de 39 304 habitantes.
Se ubica en el sur de la provincia y su término municipal es fronterizo con Grecia.

## Demografía
Según el censo de 2011, el 88.39% de los habitantes son étnicamente búlgaros y el 1.47% son gitanos. Dos terceras partes de la población del municipio viven en la capital municipal, Sandanski.

## Localidades
Comprende 54 localidades:
| - Belevehchevo - Belyovo - Bozhdovo - Chereshnitsa - Damyanitsa - Debrene - Doleni - Dzhigurovo - Golem Tsalim - Goleshovo - Gorna Sushitsa - Gorno Spanchevo - Harsovo - Hotovo - Hrasna - Kalimantsi - Karlanovo - Katuntsi | - Kashina - Kovachevo - Krastiltsi - Ladarevo - Laskarevo - Lebnitsa - Lehovo - Levunovo - Leshnitsa - Lilyanovo - Lozenitsa - Lyubovishte - Lyubovka - Malki Tsalim - Melnik (ciudad) - Novo Delchevo - Novo Hodzhovo - Petrovo | - Piperitsa - Pirin - Ploski - Polenitsa - Rozhen - Sandanski (ciudad) - Sklave - Spatovo - Stozha - Struma - Sugarevo - Valkovo - Vinogradi - Vihren - Vranya - Yanovo - Zlatolist - Zornitsa |